# Смыково (Псковская область)
Смыково — деревня в Бежаницком районе Псковской области России. Входит в состав сельского поселения Бежаницкое.

## География
Деревня находится на востоке Псковской области, в пределах Бежаницкой возвышенности, к западу от озера Дубец, на расстоянии примерно 2 километров (по прямой) к востоку от посёлка городского типа Бежаницы, административного центра района. Абсолютная высота — 108 метров над уровнем моря.

### Часовой пояс
Деревня Смыково, как и вся Псковская область, находится в часовой зоне МСК (московское время). Смещение применяемого времени относительно UTC составляет +3:00.

## История
До 2015 года входила в состав ныне упразднённой Бежаницкой волости.

## Население
| 2001 | 2002 | 2010 |
| ---- | ---- | ---- |
| 3    | ↗4   | ↘1   |

Согласно результатам переписи 2002 года, в национальной структуре населения русские составляли 100 %.